# Laguna de Xiloá
Laguna de Xiloá är 4 km² stor en kratersjö i den sedan länge utslocknade kalderavulkanen Xiloá i Nicaragua. Den ligger bredvid Laguna de Apoyeque på halvön Chiltepe i kommunen Mateare, 5 km nordost om Managua. Sjöns yta ligger cirka 50 meter över havet och cirka 10 meter över den närliggande Managuasjön. Laguna de Xiloá har inget utlopp utan dräneras genom grundvattnet.

## Rekreation
Sjön är ett populärt utflyktsmål för Managuas invånare. Vattnet är rent och det finns fina badmöjligheter. Vindsurfing, kitesurfing och dykning är också populärt. Det finns ett antal restauranger längs sjöns södra strand. Dessa skadades när vattennivån kraftigt höjdes på grund av Orkanen Mitch år 1998, men de har byggts upp igen.

## Flora och fauna

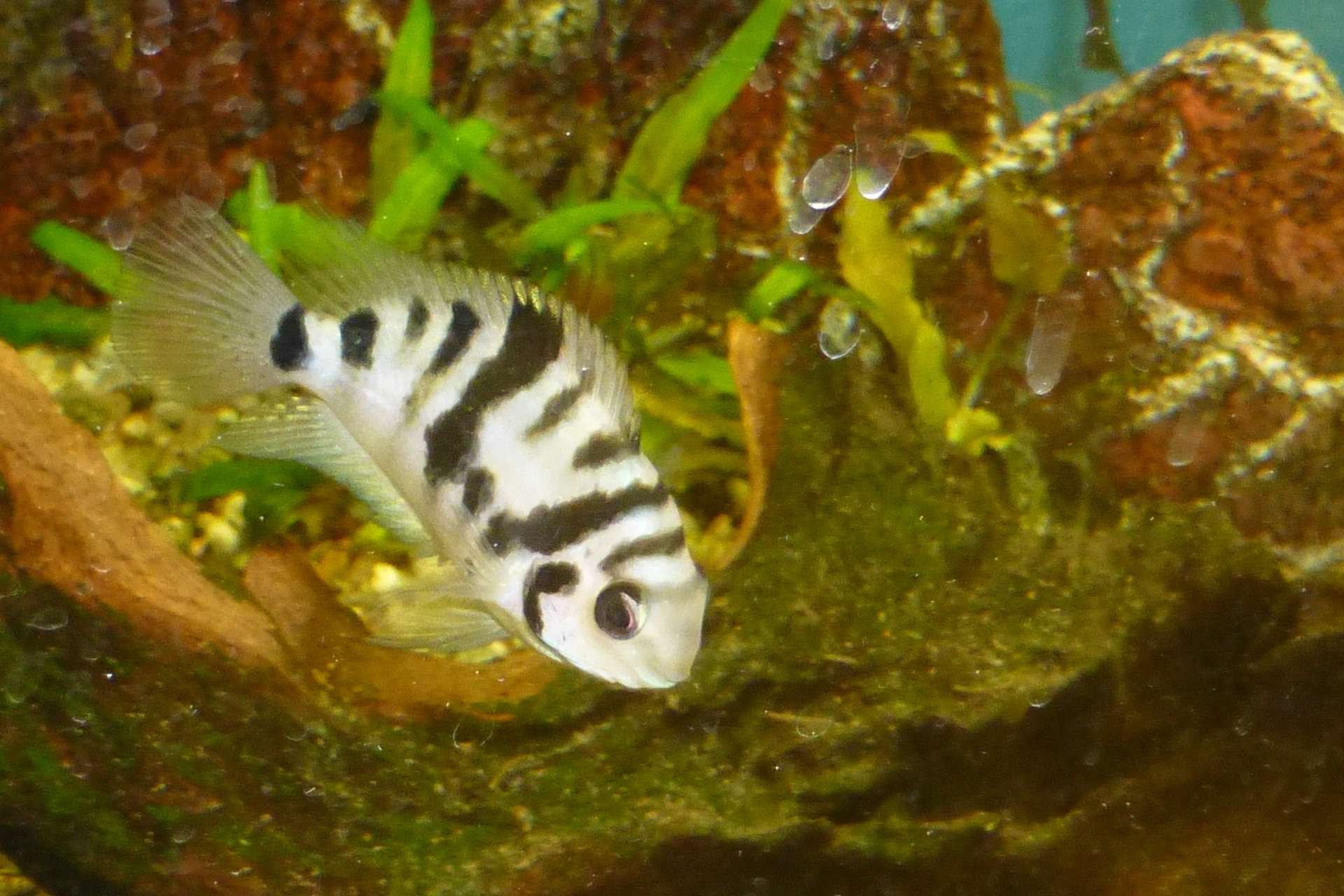
En ciklid i Laguna de Xiloá

Sjön har ett rikt fågelliv och många fiskar, bland annat ciklider.